# Como ama una mujer
Como ama una mujer (Spaans voor 'Hoe een vrouw liefheeft') is het vijfde studioalbum en eerste Spaanstalige album van de Amerikaanse zangeres en actrice Jennifer Lopez. Het werd uitgebracht op 23 maart 2007 door Epic Records.
Lopez bracht al eerder Spaanstalige nummers uit. Voor het eerste album On the 6 (1999) nam ze samen met Marc Anthony het duet 'No me ames' op. Daarnaast werd van de single 'Waiting for Tonight' ('Una noche mas') een Spaanstalige versie opgenomen. Voor de Spaanse editie van het album gebeurde hetzelfde met de nummers 'Promise Me You'll Try' ('Amar es para siempre') en 'Open Off My Love' ('El deseo de tu amor'). Ook kreeg die uitgave een extra nummer, 'Es amor' getiteld. Op het tweede album J.Lo (2001) verschenen aanvankelijk alleen drie nummers in het Spaans: 'Cariño' (gedeeltelijk), 'Dame' en 'Si ya se acabo'. Op latere edities werden de Spaanstalige versies van de singles 'Love Don't Cost a Thing' ('Amor se paga con amor'), 'Ain't It Funny' ('Qué ironia') en een volledig Spaanstalige versie van 'Cariño' toegevoegd.
Pas nadat ze samen met Anthony, met wie ze inmiddels getrouwd was, het nummer 'Escapémonos' voor zijn album Amar sin mentiras had opgenomen, raakte Lopez geïnteresseerd in het opnemen van een volledig Spaanstalig album. Er volgde een periode van tweeënhalf jaar waarin ze met Anthony, Estéfano en Julio Reyes Copello werkte aan Como ama una mujer, dat bijna volledig bestaat uit Latin popballades over liefde en liefdesverdriet.
Nadat het album was uitgekomen, ontving het gemengde reacties. Enerzijds werd Lopez geprezen om haar zang, anderzijds werden de nummers te serieus gevonden en het album als geheel te eentonig. Desondanks kwam Como ama una mujer binnen in de top 10 van de Amerikaanse Billboard 200 en markeerde het daarmee de hoogste verkoop in de eerste week voor een Spaanstalig debuutalbum van een artiest ooit. Zowel in de Latin Albums- en Latin Pop Albums-hitlijst bereikte het de nummer 1-positie. Hetzelfde gebeurde in Griekenland, Kroatië en Zwitserland, terwijl het album in Italië en Spanje bleef het hangen op nummer 2.
Ter promotie van het album werden er twee singles uitgebracht: 'Qué hiciste' en 'Me haces falta'. De eerste was een succes in veel landen en bereikte in Italië, Spanje en Zwitserland zelfs de nummer 1-positie, de tweede werd daarentegen een grote flop. Als gevolg van de flop volgden er geen andere singles.

## Tracklist
1. Qué hiciste
2. Me haces falta
3. Como ama una mujer
4. Te voy a querer
5. Porque te marchas
6. Por arriesgarnos
7. Tú
8. Amarte es todo
9. Apresúrate
10. Sola
11. Adiós

- De iTunes-editie bevat de bonustrack 'Quién será'.